# Charinina
Charinina is een infraorde van de zweepspinnen (Amblypygi), onderorde Euamblypygi. De infraorde bestaat uit 51 nog levende soorten.

## Taxonomie
- Superfamilie Charinoidea
  - Familie Charinidae - Quintero, 1986
    - Geslacht Catageus - Thorell, 1889
      - Catageus pusillus - Thorell, 1889

    - Geslacht Charinus - Simon, 1892
      - Charinus abbatei - Delle Cave, 1986
      - Charinus acaraje - Pinto-da-Rocha, Machado & Weygoldt, 2002
      - Charinus asturius - Pinto-da-Rocha, Machado & Weygoldt, 2002
      - Charinus acosta - (Quintero, 1983)
      - Charinus africanus - Hansen, 1921
      - Charinus australianus - (L. Koch, 1867)
      - Charinus bengalensis - (Gravely, 1911)
      - Charinus bordoni - (Ravelo, 1975)
      - Charinus brazilianus - Weygoldt, 1972
      - Charinus camachoi - (Gonzalez-Sponga, 1998)
      - Charinus caribensis - (Quintero, 1986)
      - Charinus centralis - Armas & Avila Calvo, 2000
      - Charinus cubensis - (Quintero, 1983)
      - Charinus decu - (Quintero, 1983)
      - Charinus dhofarensis - Weygoldt, Pohl & Polak, 2002
      - Charinus diblemma - Simon, in Fage & Simon 1936
      - Charinus dominicanus - Armas & Gonzalez, 2001
      - Charinus fagei - Weygoldt, 1972
      - Charinus gertschi - Goodnight & Goodnight, 1946
      - Charinus guianensis - (Caporiacco, 1947)
      - Charinus guianensis - (Quintero, 1986)
      - Charinus insularis - Banks, 1902
      - Charinus ioanniticus - (Kritscher, 1959)
      - Charinus jeanneli - Simon, in Fage & Simon 1936
      - Charinus koepeckei - Weygoldt, 1972
      - Charinus madagascariensis - Fage, 1946
      - Charinus milloti - Fage, 1939
      - Charinus montanus - Weygoldt, 1972
      - Charinus muchmorei - Armas & Teruel, 1997
      - Charinus mysticus - Giupponi & Kury, 2002
      - Charinus neocaledonicus - Simon, in Kraepelin 1895
      - Charinus pardillalensis - (Gonzalez-Sponga, 1998)
      - Charinus pescotti - Dunn, 1949
      - Charinus platnicki - (Quintero, 1986)
      - Charinus schirchii - (Mello-Leitao, 1931)
      - Charinus socotranus - Weygoldt, Pohl & Polak, 2002
      - Charinus seychellarum - Kraepelin, 1898
      - Charinus troglobius - Baptista & Giupponi, 2002
      - Charinus tronchonii - (Ravelo, 1975)
      - Charinus wanlessi - (Quintero, 1983)

    - Geslacht Sarax - Simon, 1892
      - Sarax brachydactylus - Simon, 1892
      - Sarax buxtoni - (Gravely, 1915a)
      - Sarax cochinensis - (Gravely, 1915)
      - Sarax davidovi - Fage, 1946
      - Sarax javensis - (Gravely, 1915)
      - Sarax mediterraneus - Delle Cave, 1986
      - Sarax rimosus - (Simon, 1901)
      - Sarax sarawakensis - (Thorell, 1888)
      - Sarax singaporae - Gravely, 1911
      - Sarax willeyi - Gravely, 1915